# بنیاد کارنگی نیویورک
بنیاد کارنگی یکی از تأثیرگذارترین بنیادهای ایالات متحده است که در سال ۱۹۱۱ توسط اندرو کارنگی برای حمایت از توسعه دانش تأسیس گردید. ریاست این بنیاد بر عهده وارتان گریگوریان است.